# 塞琉西亞
塞琉西亞或稱為底格里斯河畔塞琉西亞 （希臘語：Σελεύκεια），是希臘化時代和羅馬時代時的一座大城市，坐落於美索不達米亞的底格里斯河畔，與俄庇斯（日後的泰西封）對望。

## 歷史

### 塞琉古帝國
當亞歷山大大帝逝世後，他的繼業者開始爭奪帝國的遺產，其中塞琉古一世是其中一位繼業者，他約在前305年前後建立塞琉西亞，準備作為日後的首都。但後來塞琉古帝國把首都遷移到了敘利亞北部的安條克。
隨後塞琉西亞成為一個重要的貿易中心、希臘化文化中心、地區的行政首府，居民主要由馬其頓人、希臘人、敘利亞人和猶太人組成。因塞琉西亞在來自幼發拉底河的運河上的交會點上，成為陸路和水路的交通要道，在前三世紀到前二世紀間，塞琉西亞城市規模可媲美埃及的亞歷山卓，也比敘利亞的安條克還大。
波利比烏斯用馬其頓語的珀利伽恩來稱呼塞琉西亞議會，暗示塞琉西亞為馬其頓人的殖民城市。但地理學家保薩尼亞斯記載中描述塞琉西亞下層多數居民為巴比倫人，而考古上的發現也顯示塞琉西亞大多數居民不屬於希臘文化。

### 安息
安息帝國國王米特里達梯一世在前141年占領塞琉西亞，並當作王國西部首都，在古羅馬塔西佗描述中，塞琉西亞儘管在安息統治下，但它的城牆和城市仍富有希臘化的特色。古代文獻透露此時塞琉西亞擁有60萬人口，由300名議員組成的議會治理，成為當時世界級大城市之一，只有羅馬、亞歷山卓和安條克可以相提並論。  
然而於前55年一場有關安息統治權的決定性戰役在塞琉西亞附近爆發，米特里達梯四世在羅馬共和國敘利亞總督奧盧斯·加比尼烏斯的支持下，與其兄弟奥罗德斯二世交戰，此戰米特里達梯三世遭到擊敗，確立了奧羅德二世的統治權。
在117年，羅馬皇帝圖拉真在征服美索不達米亞時，塞琉西亞遭到一次焚毀，而羅馬帝國新皇帝哈德良隨後就放棄新領土，塞琉西亞重新回到安息手中，並以安息風格重建。但於164年遭到羅馬將軍阿維狄烏斯·卡西烏斯完全摧毀。

### 薩珊王朝
六十年后（即225年），萨珊王朝的创建者阿尔达希尔一世在原塞琉西亚城池废墟对岸另建了新塞琉西亚，并成为当时一个有基督教主教下的一个城市。
随着时间的推移，塞琉西亞可能因底格里斯河改道而逐漸廢棄。

## 考古
在1920年代，當考古學家在尋找俄庇斯時，發現塞琉西亞遺址。

## 腳注
1. ↑  為了與其他同名且稍不重要的塞琉西亞區別，經常以底格里斯河畔塞琉西亞來稱呼，除塞琉西亞這個名字外也有其他稱呼，如在猶太經典塔木德中為Selik、Selika或Selikos。在亞拉姆語的塔古姆中為Salwaḳia或Salwaḳya。在其他語言中為Zochasia、Coche或Mahoza.
2. ↑  .   [2009-08-17]. （原始内容存档于2008-01-04）.
3. ↑  .   [2009-08-18]. （原始内容存档于2019-10-31）.

## 伸延閱讀
- G. R. F. Assar., "Parthian Calendars at Babylon and Seleucia on the Tigris", Iran, vol. 41, pp. 171–91, 2003
- Messina, Vito, "FURTHER BULLAE FROM SELEUCIA ON THE TIGRIS", Iraq, vol. 76, pp. 123–40, 2014
- INVERNIZZI, ANTONIO, "Portraits of Seleucid Kings on the Sealings from Seleucia-on-the-Tigris: A Reassessment", Bulletin of the Asia Institute, vol. 12, pp. 105–12, 1998
- L.T. Doty, A Cuneiform Tablet from Tell Umar, Mesopotamia, vol. XIII-XIV, pp. 13–14 and 91-98, 1978–79
- MØRKHOLM, OTTO, "The Parthian Coinage of Seleucia on the Tigris, c. 90-55 B.C", The Numismatic Chronicle (1966-), vol. 20 (140), pp. 33–47, 1980
- G. Pettinato, Cuneiform Inscriptions Discovered at Seleucia on the Tigris», Mesopotamia, vol. V-VI, pp. 49–66, 1970–71
- A. Invernizzi, Ten Years Research in the al-Mada'in Area. Seleucia and Ctesiphon, Sumer, vol. 32, pp. 167–175, 1976
- Waggoner, Nancy M., "THE EARLY ALEXANDER COINAGE AT SELEUCIA ON THE TIGRIS", Museum Notes (American Numismatic Society), vol. 15, pp. 21–30, 1969

## 外部連結
- University of Turin excavation web site

33°8′14″N 44°31′2″E / 33.13722°N 44.51722°E